# Импасто
Импасто (на италиански: impasto) е техника в изобразителното изкуство и грънчарството.

## Произход и значение на думата
В живописта тя се характеризира с нанасяне на боите върху платното толкова гъсто, че щрихите с четката да са напълно видими. Боите могат да се смесват директно върху платното. Крайният ефект се състои в това, че боите визуално сякаш излизат от него.
Думата impasto е с италиански произход. Означава тесто, гъста маса или смесица. Глаголът „impastare“ съответно означава меся, замазвам. Коренът на съществителното е „pasta“. Именно заради това напластяване произведенията с тази техника изискват значително по-дълго време на съхнене.

## Приложение
Маслените бои са най-подходящи за създаване на импасто. Акрилните бои също са вариант. При пастелите ефектът донякъде е възможен при силно натискане на мек пастел върху платното.
Импастото цели няколко неща. На първо място произведението отразява светлината по определен начин, давайки на художника допълнителен контрол върху създаването на светлосенките. Също така, тази техника добавя повече изразителност на картината и може да създаде триизмерна визия. (Тук не трябва да се бърка с техниката trompe l'oeil, 'измама за окото').

## Импасто в живописта
Импастото води началото си от художници като Рембранд, Тициан и Вермер, които целят с напластяването да представят по-истински релефа при дрехите и бижутата в своите произведения. По-късно френските импресионисти създават цели платна с богата импасто фактура. Техниката е присъща за много от творбите на Ван Гог.